# Higino Carneiro
Francisco Higino Lopes Carneiro (Libolo, 8 de julho de 1955) é um general, diplomata, empresário e membro do parlamento pelo Movimento Popular de Libertação de Angola (MPLA) em Angola.
Ele é, juntamente com os seus colegas generais de carreira João Maria de Sousa, Hélder Vieira Dias, Roberto Ngongo e Kundi Paihama, um dos líderes militares que ocuparam cargos ministeriais e governamentais pelo MPLA durante o Governo de Unidade e Reconciliação Nacional.
Possui as alcunhas de "General 4x4" e "Buldôzer", por sua grande capacidade política como negociador do processo de paz angolano, bem como administrador público.

## Biografia

### Carreira política e militar
Galgou posições até tornar-se general das Forças Armadas Populares de Libertação de Angola (FAPLA). Ainda em sua carreira militar, nas décadas de 1980 e 1990 Higino Carneiro representou o governo angolano nas negociações com a União Nacional para a Independência Total de Angola (UNITA) em acordos como o de Alto Cauango, no Moxico, os Acordos de Bicesse em Portugal, no Protocolo de Lusaca na Zâmbia e no Acordo do Luena novamente no Moxico.
Em 1999 foi nomeado governador da província de Cuanza Sul, permanecendo em funções até 2001. Foi nomeado em seguida como ministro das Obras Públicas, permanecendo no cargo de 2001 até 2010, com uma breve licença no período para disputar e eleger-se deputado nas eleições legislativas de Angola de 2008. Entre 2010 e 2012 foi vice-presidente da Assembleia Nacional.
Em 2012 é nomeado governador do Cuando Cubango, ficando na função até 2016. É transferido para governar a província de Luanda entre 2016 e 2017.
Reelegeu-se deputado nas eleições de 2012 e 2017.

### Carreira empresarial
Possui participações na rede hoteleira The Ritz-Carlton Hotel Company, que possui mais de 10 unidades hoteleiras em Angola, bem como ações nos bancos Keve e Sol e a companhia de aviação Air Services, que possuía 14 aeronaves.
É também dirigente desportivo, tendo forte ligação com o Clube Recreativo Desportivo do Libolo, sobretudo no futebol e no basquetebol. Higino Carneiro é o responsável pelos contratos da equipa com a patrocinadora Global Seguros, seguradora que tem como maior acionista o Banco Keve.
Possui também investimentos em São Tomé e Príncipe.